# Jan Šimák
Jan Šimák (ur. 13 października 1978 w Táborze) – piłkarz czeski grający na pozycji ofensywnego pomocnika.

## Kariera klubowa
Karierę piłkarską Šimák rozpoczął w małym amatorskim klubie o nazwie Sokol Mezno. W 1984 roku podjął treningi w VS Tábor z rodzinnego Táboru. Następnie w 1994 roku przeszedł do młodzieżowej drużyny Dynamo Czeskie Budziejowice, a w 1995 wrócił do Táboru. W 1996 roku został piłkarzem Chmela Blšany i w jego barwach zadebiutował w drugiej lidze czeskiej. W kolejnym sezonie stał się podstawowym zawodnikiem zespołu i wywalczył z nim awans do pierwszej ligi. W 1999 roku zajął z Chmelem 6. miejsce w lidze, co jest największym sukcesem w historii klubu. W Chmelu grał do końca sezonu 1999/2000.
Latem 2000 roku Šimák przeszedł do niemieckiego drugoligowca Hannover 96. 11 sierpnia zadebiutował w lidze w zremisowanym 1:1 domowym spotkaniu z 1. FC Nürnberg. Z 9 golami był najlepszym strzelcem zespołu. W sezonie 2001/2002 zdobył 18 bramek (dwa hat-trick i w meczach z Karlsruher SC i LR Ahlen) i przyczynił się do awansu zespołu z Hanoweru do pierwszej ligi.
Po awansie Hannoveru Šimák odszedł z klubu i za 6 milionów euro trafił do Bayeru 04 Leverkusen, w którym miał zastąpić Michaela Ballacka. W nowym klubie po raz pierwszy wystąpił 10 sierpnia przeciwko Energie Cottbus (1:1) i w debiucie zdobył gola. W 3. kolejce zaliczył trafienie przeciwko VfL Bochum (2:4), ale w kolejnych grał mniej skutecznie i do końca sezonu strzelił tylko jedną bramkę, a po sezonie wrócił do Hannoveru. Międzyczasie nasiliły się problemy Jana z depresją i alkoholem, toteż rozegrał tylko 6 spotkań w Bundeslidze, w których zdobył 2 gole.
Latem 2004 Czech wrócił do ojczyzny i zasilił szeregi Sparty Praga. W Sparcie również miał kłopoty z dyscypliną i nie występował we wszystkich spotkaniach. W 2005 roku został ze Spartą mistrzem Czech, po raz pierwszy w karierze, a sukces ten powtórzył dwa lata później. Latem 2007 odszedł ze Sparty i za 300 tysięcy euro ponownie trafił do drugiej ligi Niemiec. Przez rok grał w FC Carl Zeiss Jena, dla którego strzelił 7 goli.
W lipcu 2008 Šimák podpisał kontrakt z VfB Stuttgart, który zapłacił za niego 800 tysięcy euro. W 2010 roku przeszedł do 1. FSV Mainz 05, a w 2011 wrócił do Carl Zeiss Jena. Następnie grał w FC MAS Táborsko i Dynamie Czeskie Budziejowice. W 2016 trafił do USV Atzenbrugg-Heiligeneich.
| Sezon   | Klub                        | Kraj    | Rozgrywki             | Mecze | Bramki |
| ------- | --------------------------- | ------- | --------------------- | ----- | ------ |
| 1996/97 | Chmel Blšany                | Czechy  | II liga               | 15    | 1      |
| 1997/98 | Chmel Blšany                | Czechy  | II liga               | 26    | 2      |
| 1998/99 | Chmel Blšany                | Czechy  | Gambrinus Liga        | 30    | 8      |
| 1999/00 | Chmel Blšany                | Czechy  | Gambrinus Liga        | 28    | 5      |
| 2000/01 | Hannover 96                 | Niemcy  | 2. Fußball-Bundesliga | 30    | 9      |
| 2001/02 | Hannover 96                 | Niemcy  | 2. Fußball-Bundesliga | 28    | 18     |
| 2002/03 | Bayer 04 Leverkusen         | Niemcy  | Bundesliga            | 22    | 3      |
| 2003/04 | Hannover 96                 | Niemcy  | Bundesliga            | 6     | 2      |
| 2004/05 | Sparta Praga                | Czechy  | Gambrinus Liga        | 15    | 2      |
| 2005/06 | Sparta Praga                | Czechy  | Gambrinus Liga        | 18    | 0      |
| 2006/07 | Sparta Praga                | Czechy  | Gambrinus Liga        | 18    | 1      |
| 2007/08 | FC Carl Zeiss Jena          | Niemcy  | 2. Fußball-Bundesliga | 27    | 7      |
| 2008/09 | VfB Stuttgart               | Niemcy  | Bundesliga            | 20    | 2      |
| 2009/10 | VfB Stuttgart               | Niemcy  | Bundesliga            | 2     | 0      |
| 2009/10 | 1. FSV Mainz 05             | Niemcy  | Bundesliga            | 8     | 1      |
| 2010/11 | 1. FSV Mainz 05             | Niemcy  | Bundesliga            | 9     | 1      |
| 2011/12 | FC Carl Zeiss Jena          | Niemcy  | 2. Fußball-Bundesliga | 28    | 8      |
| 2012/13 | FC MAS Táborsko             | Czechy  | II liga               | 23    | 5      |
| 2013/14 | FC MAS Táborsko             | Czechy  | II liga               | 26    | 4      |
| 2014/15 | FC MAS Táborsko             | Czechy  | II liga               | 1     | 0      |
| 2015/16 | Dynamo Czeskie Budziejowice | Czechy  | II liga               | 24    | 6      |
| 2016/17 | USV Atzenbrugg-Heiligeneich | Austria | V liga                | ?     | ?      |

## Kariera reprezentacyjna
W reprezentacji Czech Šimák zadebiutował 21 sierpnia 2002 roku w wygranym 4:1 towarzyskim spotkaniu ze Słowacją. W 46. minucie meczu zmienił Pavla Nedvěda. Spotkanie ze Słowakami było jego jedynym w drużynie narodowej. Wcześniej rozegrał on jedno spotkanie w reprezentacji U-20 i czternaście w reprezentacji U-21.